# Jeanmar Gómez
Jeanmar Alejandro Gómez (né le 10 février 1988 à Caracas, Venezuela) est un ancien lanceur droitier qui a évolué en Ligue majeure de baseball de 2010 à 2019 pour les Indians de Cleveland, les Pirates de Pittsburgh, les Phillies de Philadelphie, les White Sox de Chicago et les Rangers du Texas.

## Carrière

### Ligues mineures
Le 21 mai 2009 à Trenton (New Jersey), Jeanmar Gómez lance un match parfait pour les Aeros d'Akron, le club-école Double-A des Indians de Cleveland, face au Thunder de Trenton. Il s'agissait du premier match parfait de l'histoire de cette franchise des ligues mineures.

### Ligue majeure

#### Indians de Cleveland
Jeanmar Gómez débute en ligue majeure le 18 juillet 2010 comme lanceur partant pour Cleveland. En sept manches lancées, il accorde deux points non mérités et cinq coups sûrs aux Tigers de Detroit pour remporter sa première victoire en carrière dans un gain de 7-2 des Indians. Le lendemain, il est retourné aux Clippers de Columbus, le club-école Triple-A des Indians, pour faire place au releveur Jess Todd dans l'effectif de Cleveland. Il est de retour avec les Indians plus tard dans la saison et complète l'année avec 4 victoires et 5 défaites en 11 départs pour Cleveland, avec une moyenne de points mérités de 4,68.
Gómez fait plusieurs allées et venues entre les mineures et les majeures en 2011 et joue 11 parties pour Cleveland, dont 10 comme lanceur partant. Il remporte 5 victoires contre 3 défaites avec une moyenne de points mérités de 4,47.
Il est suspendu pour 5 matchs en 2012 après avoir atteint Mike Moustakas des Royals de Kansas City d'un lancer le 14 avril.

#### Pirates de Pittsburgh
Le 9 janvier 2013, Cleveland échange Gómez aux Pirates de Pittsburgh contre le voltigeur des ligues mineures Quincy Latimore.
Converti en releveur, Gómez connaît deux bonnes saisons à Pittsburgh. En 2013, il amorce 8 matchs et ajoute 26 sorties en relève, maintenant une moyenne de points mérités de 3,35 en 80 manches et deux tiers lancées.
Il ne lance qu'en relève en 2014 et, en 44 matchs et 62 manches lancées, remet une moyenne de points mérités de 3,19.

#### Phillies de Philadelphie
Agent libre, Gómez rejoint les Phillies de Philadelphie le 12 janvier 2015. En 65 matchs joués et 74 manches et deux tiers lancées à sa première saison à Philadelphie, il affiche une moyenne de 3,01 qui est sa meilleure en carrière.

## Statistiques
| Saison | Équipe    | G  | GS | CG | SHO | V | D | SV | IP   | SO | ERA  |
| ------ | --------- | -- | -- | -- | --- | - | - | -- | ---- | -- | ---- |
| 2010   | Cleveland | 11 | 11 | 0  | 0   | 4 | 5 | 0  | 57.2 | 34 | 4,68 |
| Totaux | Totaux    | 11 | 11 | 0  | 0   | 4 | 5 | 0  | 57.2 | 34 | 4,68 |

Note : G = Matches joués ; GS = Matches comme lanceur partant ; CG = Matches complets ; SHO = Blanchissages ; 
V = Victoires ; D = Défaites ; SV = Sauvetages ; IP = Manches lancées ; SO = Retraits sur des prises ; ERA = Moyenne de points mérités.